# Највеће клупка канапа
Постоји више тврдњи о највећем клупку канапа, све у Сједињеним Државама. Од 2014. године, клупко канапа највећег обима налази се у Кокер Ситију у Канзасу, мерено на 2.48 метара у пречнику и 3.30 метра по висини.

## Највећа клупка сисала коју је изградила заједница
У Кокер Ситију у Канзасу, Френк Стобер је направио лопту која је имала 1,6 милиона стопа (490,000 метара) канапа и пречник од 3.4 метра (11 стопа) када је умро 1974. године. Кокер Сити је изградио сјеницу на отвореном изнад Стоберове лопте где се сваког августа одржава "Твине-а-тхон" и на лопту се додаје још канапа. До 2006, лопта канапа достигла је 17.886 фунти (8.111 кг, 8,9 америчких тона), обим од 12 метара (40 стопа) и дужине од 2,377.978 километара (7,801,766 стопа, 1,477.6072 миља) .  У 2013, његова тежина је процењена на 9 059 килограма (19.973 фунти). У августу 2014, лопта је имала 12,62 метра (41.42 стопе) у обиму, 2.46 метара (8.06 стопа) у пречнику и 3.30 метара (10.83 стопе) у висини, и још увек расте. 

## Највећа клупка од сисал канапа коју је направила једна особа
Дарвин, Минесота, је дом клупка канапа за балирке које је мотао Френсис А. Џонсон. То је 3.7 метара (12 стопа) у пречнику и тежи 7900 килограма (17,400 фунти) . Џонсон је почео да мота канап у марту 1950. и умотавао је четири сата сваки дан током 29 година. Тренутно се налази у затвореном видиковцу преко пута градског парка у главној улици у (45° 05′ 47″ С; 94° 24′ 37″ З / 45.096332° С; 94.410276° З ) како би се спречило да га јавност додирне. Сваке године, друге суботе у августу, у граду се обележава „Дан лопти од канапа“. Суседна волонтерска радња, бесплатни музеј и продавница поклона, садржи информације о историји лопте, као што продају и разне сувенире.    Био је дугогодишњи носилац титуле „највеће клупко од канапа“ у Гинисовој књизи светских рекорда, држао је титулу од њеног завршетка 1979. до 1994. године, а поменуо га је „Чудни Ал“ Јанковић у својој песми из 1989. године „ Највећа лопта канапа у Минесоти ." 

## Најтежа кугла од канапа
У Лејк Небагамон, Висконсин, Џејмс Франк Котера је створио најтежу клупку канапа икада направљену. Котера, познат по иницијалима „ЏФК“, почео је да ради на лопти 1979 године и наставио до своје смрти у јануару 2023.  Тежина лопте, 10,960 килограма (24,160 фунти) процењена је мерењем тежине сваке вреће канапа. Лопта је смештена у ограђеном простору на Котерином травњаку; од Котерине смрти, град је прикупио средства да се премести у градску кућу.  Лопта има мањег пратиоца "Јуниор" која је направљена од конопаца.  

## Највећа лопта од најлонског канапа
У Брансону, у држави Мисури, клупко најлонског канапа које је направио Ј. Ц. Пеин из Вали Вјуа, Тексас, изложено је у Риплијевом веровали или не музеју . Лопта, чији обим мери 41,5 стопа (12,6 метара), проглашена је за највећу светску куглу канапа у Гинисовој књизи светских рекорда 1993. године. Она је, међутим, најлакша од четири кандидата, тешка само 12.000 фунти (5 443 килограма).   

## Културне референце
- Најважније, једна од оригиналних песама "Веирд Ал" Ианковића је "Тхе Биггест Балл оф Твине ин Миннесота", са његовог албума УХФ из 1989. године. Иако о балу у Дарвину, Минесота, Јанковић узима уметничку лиценцу са статистиком. Локација сада има улични знак са натписом „Чудна уличица“.
  - У случају да живот имитира уметност, разгледнице на којима пише „Поздрав са лоптице канапа, волео бих да си овде“, измишљени Јанковичев изум, сада су атракција у Дарвину. Твинебалл Инн је био ресторан (не мотел) који је од тада затворен.
  - Јанковић се у споту за „ Вхите &amp; Нерди ” позива на саму лопту, а тиме и на свој претходни рад, где је карта Тривиал Пурсуит која укључује питање „У ком граду је највеће клупко од канапа направио један човек?“ се појављује на екрану.
- Кокер Сити, Канзас, клупко канапа било је тема стрипа Дунесбери 16. јула 2012. [16]
- У филму Натионал Лампоон'с Вацатион, Кларк Гризвалд помиње планове да види велико клупко канапа након посете фарми рођака Едија у Канзасу.
- У причи од три епизоде 50 држава страха „Највећа клупка канапа у Америци (Кансас)“, мајка и ћерка посећују највећу америчку куглу канапа коју је изградио Грег Кокер у измишљеном граду Френсис у Канзасу.
- Компјутерска игра Сам &amp; Мак Хит тхе Роад има Тхе Ворлд'с Ларгест Балл оф Твине као једну од атракција које посећујете у игри.
- Кокер Сити, Канзас, клупко канапа помиње се у новели Стивена Кинга и Џоа Хила У високој трави .
- У филму Схаркнадо: Тхе 4тх Авакенс, највећа кугла канапа на свету је усисана у ајкулу, при чему је смрскала посматрача.